# ويليام هاثاوي
ويليام هاثاوي (بالإنجليزية: William Dodd Hathaway )‏ (و. 1924 – 2013 م) هو سياسي، ومحامي، من الولايات المتحدة الأمريكية، ولد في كامبريدج، ماساتشوستس، كان عضوًا في الحزب الديمقراطي الأمريكي، توفي عن عمر يناهز 89 عاماً.

## مناصب
تولى منصب عضو مجلس الشيوخ الأمريكي، وعضو مجلس النواب الأمريكي.

## التعليم
تعلم في كلية هارفارد للحقوق، وجامعة هارفارد.

## جوائز
حصل على جوائز منها:
- صليب الطيران المتميز
- وسام القلب الأرجواني.